# 한국인의 노래
《한국인의 노래》는 2020년 6월 26일부터 2020년 8월 21일까지 방송되었던 음악 프로그램이다.

## 기획 의도
노래의 꿈을 가졌지만 지금은 삶의 현장에 있는 사람들의 사연 있는 사람들의 노래와 음악을 찾아가는 음악 프로그램이다.

## 방영 목록

### 2020년
| 회차 | 방영일   | 출연자    |
| ---- | -------- | --------- |
| 1회  | 6월 26일 | 김준수    |
| 1회  | 6월 26일 | 임철호    |
| 2회  | 7월 3일  | 김은혜    |
| 2회  | 7월 3일  | 권유경    |
| 3회  | 7월 10일 | 김민성    |
| 3회  | 7월 10일 | 김도연    |
| 4회  | 7월 17일 | 장원기    |
| 4회  | 7월 17일 | 지우진    |
| 5회  | 7월 24일 | 정보권    |
| 5회  | 7월 24일 | 윤준      |
| 6회  | 7월 31일 | 보현 스님 |
| 6회  | 7월 31일 | 안병재    |
| 7회  | 8월 7일  | 윤성기    |
| 7회  | 8월 7일  | 조항조    |
| 8회  | 8월 14일 | 임수현    |
| 8회  | 8월 14일 | 김호중    |
| 9회  | 8월 21일 | 손세운    |
| 9회  | 8월 21일 | 김민근    |

## 시청률

### 2020년
| 회차 | 방영일   | 시청률 |
| ---- | -------- | ------ |
| 1회  | 6월 26일 | 5.5%   |
| 2회  | 7월 3일  | 6.1%   |
| 3회  | 7월 10일 | 4.7%   |
| 4회  | 7월 17일 | 4.5%   |
| 5회  | 7월 24일 | 5.2%   |
| 6회  | 7월 31일 | 8.3%   |
| 7회  | 8월 7일  | 6.3%   |
| 8회  | 8월 14일 | 5.7%   |
| 9회  | 8월 21일 | 8.1%   |

## 지역 방송국 프로그램
| 방송국  | 지역           | 프로그램                     |
| ------- | -------------- | ---------------------------- |
| KBS청주 | 충청북도       | 이야기가 있는 풍경 - 수 다방 |
| KBS전주 | 전라북도       | 이슈 잇 수다 제3기           |
| KBS대전 | 대전광역시     | 생생토론                     |
| KBS대전 | 세종특별자치시 | 생생토론                     |
| KBS대전 | 충청남도       | 생생토론                     |
| KBS부산 | 부산광역시     | 시사반점                     |
| KBS울산 | 울산광역시     | 이슈 인사이드                |
| KBS창원 | 경상남도       | 토론 경남                    |
| KBS제주 | 제주특별자치도 | 콘텐츠 안테나 (콘테나)       |

## 같이 보기
- 노래가 좋아